# Renée Carl
Renée Carl, née Renée Henriette Emilie Grolleau le 10 juin 1875 à Fontenay-le-Comte (Vendée) et morte le 31 juillet 1954 à Paris XVIIIe, est une actrice et une réalisatrice française.
Elle fut presque uniquement une actrice du cinéma muet. Elle tourna principalement avec Louis Feuillade dans une multitude de courts métrages.

## Biographie
Elle interprète Lady Beltham, un des personnages principaux de la série Fantômas.
En 1921, elle réalise son seul et unique film, Un cri dans l'abîme où elle joue elle-même.

## Filmographie

### Période 1907 à 1909
- 1907
  - La puce / Le flagrant délit (100 m) de Louis Feuillade
- 1908 (Tous les films sont de Louis Feuillade, sauf avis contraire)
  - L'Aveugle de Jérusalem (200 m)
  - Les Couronnes d'Émile Cohl (138 m) : filmé en deux parties : "La couronne de ronces" et "La couronne d'épines".
  - Daniel dans la fosse aux lions
  - Le Devoir (202 m)
  - Le Dévouement d'un interne (205 m) d'Étienne Arnaud
  - La Dévoyée (267 m)
  - L'Amour et Psyché (156 m)
  - L'Esclave (240 m)
  - Histoire de puce (102 m) d'Étienne Arnaud
  - L'Hôtel du silence (226 m) d'Émile Cohl
  - L'Incendiaire (229 m)
  - Incognito (162 m) d'Étienne Arnaud
  - L'Innocent (244 m)
  - Le Korrigan (160 m) d'Étienne Arnaud
  - La légende de la fileuse / Le songe du pêcheur / La sirène (130 m)
  - Lucrèce
  - Le Miracle des roses (114 m) d'Étienne Arnaud
  - L'Orpheline
  - Prométhée(125 m)
  - Le Récit du colonel court métrage  de Louis Feuillade
  - Le Roman de sœur Louise (280 m)
  - Salomé / L'inconsciente Salomé
  - Le Secret du glacier (185 m) d'Étienne Arnaud
  - Le Tabac de grand-père (160 m)
  - La Traite
  - Une dame vraiment bien (75 m)
- 1909 (Tous les films sont de Louis Feuillade, sauf avis contraire)
  - André Chénier (349 m)
  - La Bague(133 m)
  - Beaucoup de bruit pour rien (142 m) de Romeo Bosetti
  - La Berceuse (104 m)
  - La Boîte de Pandore (135 m)
  - La Bouée (136 m)
  - La Chasse au bois hanté (173 m)
  - La Chatte métamorphosée en femme (119 m)
  - La Cigale et la fourmi (186 m)
  - Le Collier de la reine (140 m) d'Étienne Arnaud
  - La Contrebandière (277 m)
  - La Course pédestre (126 m)
  - La Croix de l'empereur (213 m)
  - Le Crucifix
  - Les deux devoirs (174 m) d'Étienne Arnaud
  - Les Deux Mères (259 m)
  - Les Deux Sœurs (262 m)
  - Le Docteur carnaval (74 m) d'Émile Cohl
  - Le Domino rouge (177 m)
  - Don Quichotte(200 m)  d'Émile Cohl
  - L'Épave (198 m)
  - Le Festin de Balthazar (290 m)
  - La Fiancée du batelier (269 m)
  - La Fiancée du pion / Le pion (181 m)
  - La Fille du passeur
  - Les Filles du cantonnier
  - Le Fou (228 m)
  - Fra Vencenti (268 m) d'Étienne Arnaud
  - Les heures / L'aube, l'aurore (68 m)
  - Les heures / Le matin, le jour (30 m)
  - Les heures / Midi, la vesprée, le crépuscule (83 m)
  - Les heures / Le soir, la nuit (53 m)
  - Le Huguenot (310 m)
  - L'Idée du pharmacien (111 m)
  - Idylle corinthienne (337 m)
  - L'Imagier du mont Saint-Michel (180 m)
  - Judith et Holopherne (89 m) - "Judith"
  - La Légende des phares (232 m)
  - La Lettre anonyme (240 m)
  - Loin du bagne (217 m)
  - Le Lys d'or (214 m)
  - Madame Bernard
  - Matelot (202 m)
  - Le Mensonge de sœur Agnès (118 m)
  - La Mère du moine (188 m)
  - Le Mirage (203 m)
  - Le Miroir magique ou hypnotique(85 m)
  - La Mort de Cambyse (147 m)
  - La Mort de Mozart (264 m)  d'Étienne Arnaud
  - La Mort de sire de Framboisy
  - Noël d'artiste (148 m) - (anonyme)
  - Le Noël du vagabond (221 m)
  - Le Paralytique (192 m)
  - Pauvre chiffonnier (173 m)
  - Le Péché d'une mère (227 m)
  - Le Petit Soldat
  - La Possession de l'enfant(235 m)
  - La Princesse d'Ys (295 m) d'Étienne Arnaud
  - Le Printemps (150 m) - Film en 4 parties : "L'éveil des sources, l'éveil des nids" - "Sur les étangs, l'amour chef d'orchestre" - "La becquée, dans les vergers" - "Les jeux et les ris, Floréal"
  - Probité mal récompensée
  - Le Puits (246 m)
  - Rayons et ombres (90 m)
  - La Redingote (151 m)
  - Le rêve d'amour  (82 m) d'Étienne Arnaud
  - Robert le diable d'Étienne Arnaud
  - Le savetier et le financier (140 m) d'Étienne Arnaud
  - Simple histoire (149 m)
  - Le Spadassin (237 m)
  - Le Spectre (290 m)
  - La tirelire solide (149 m) d'Étienne Arnaud
  - Tu ne tueras point(120 m)
  - Une femme pour deux maris d'Étienne Arnaud
  - Un premier amour
  - Vanité (89 m)
  - Vers le pôle Sud
  - Les Vieux (189 m)
  - Le Voile des nymphes (101 m)
  - Voleurs d'enfants (230 m)

### Année1910
(Tous les films sont de Louis Feuillade, sauf avis contraire)
- Amphytrion (207 m) d'Étienne Arnaud
- L'An Mil
- L'Apprenti (203 m) d'Étienne Arnaud
- Au temps de la chouannerie (287 m)
- L'Autre (406 m) de Georges-André Lacroix
- L'aventurière (322 m)
- Le Baiser du pâtre de Léonce Perret
- Bébé apache (108 m)
- Benvenuto Cellini (329 m) d'Étienne Arnaud
- Le Billet de loterie (170 m)
- Le Bon Samaritain (109 m) de Léonce Perret
- La Brouille (298 m)
- Les Carbonari (310 m)
- Les Chaînes (116 m) d'Émile Cohl
- Christophe Colomb (333 m) d'Étienne Arnaud
- La Colombe(151 m)
- Conscience de fou
- Le demi solde (293 m) d'Étienne Arnaud
- La Dot de la forêt (194 m) d'Étienne Arnaud
- Le Doute (128 m) d'Étienne Arnaud
- Les Douze travaux d'Hercule (164 m) d'Émile Cohl
- L'Enfant disgracié (240 m)
- Esther (436 m)
- Étienne Marcel (317 m) d'Étienne Arnaud
- L'exode (430 m)
- La Faute d'un autre (303 m)
- La Fiancée du conscrit (270 m)
- La Fille de Jephté (266 m) de Léonce Perret
- Le Gardian de Camargue de Léonce Perret
- L'Héritage (228 m)
- Le Journal d'une orpheline (305 m)
- La Justicière
- La Légende de Daphné (104 m)
- Le Lys brisé (224 m) de Léonce Perret
- Lysistrata ou la grève des baisers (260 m)
- Le Martyr (266 m)
- Le Matelot criminel (211 m)
- Mater Dolorosa (184 m)
- Maudite soit la guerre (189 m)
- La Mauvaise nouvelle
- Le Mauvais hôte (225 m)
- 1814 (247 m)
- Le Miroir (239 m)
- La Mort de Camoens (207 m) d'Étienne Arnaud
- La Nativité (302 m)
- Le Noël du chiffonnier (148 m)
- L'Œuvre accomplie (204 m)
- Le Pain quotidien (230 m)
- Les Pâques florentines (337 m)
- Le Pater (144 m)
- Pauvre petit / pauvre gosse
- Petits poèmes antiques (120 m)
- La Prêtresse de Carthage (304 m)
- Le Quart d'heure de Rabelais (190 m)
- La Restitution (108 m)
- Le Roi de Thulé (220 m) d'Étienne Arnaud
- Roland à Rocevaux
- Le Secret du Corso Rouge (262 m)
- Les sept péchés capitaux : L'avarice (162 m)
- Les sept péchés capitaux : La colère (40 m)
- Les sept péchés capitaux : L'envie (384 m)
- Les sept péchés capitaux : La gourmandise (103 m)
- Les sept péchés capitaux : La luxure (126 m)
- Les sept péchés capitaux : L'orgueil (120 m)
- Les sept péchés capitaux : La paresse (86 m)
- Thaïs
- Le Tricheur / Le Grec
- La Trouvaille de Bébé (128 m) "Mme Labèbe, la mère de Bébé"
- La Vengeance posthume du docteur Williams (240 m)
- La Vie de Pouchkine
- Le Louis de vingt francs (275 m)

### Année1911
(Tous les films sont de Louis Feuillade, sauf avis contraire
- (dans la série des "Bébé", Renée Carl joue la mère de Bébé : Mme Labèbe)

- Au bord du gouffre
- L'alibi (208 m)
- L'Amour qui tue de Léonce Perret
- Aux lions les chrétiens
- L'Aventurière, dame de compagnie (328 m)
- Le Bas de laine / Le trésor (300 m)
- Bébé agent d'assurances (188 m)
- Bébé à la ferme / Bébé campagnard (214 m)
- Bébé a la peste / Bébé pestiféré
- Bébé a le béguin / Bébé reçoit le coup de foudre (150 m)
- Bébé a lu la fable / Bébé, l'aveugle et le paralytique
- Bébé candidat au mariage (210 m)
- Le Suicide de Bébé de Louis Feuillade  (210 m)
- Bébé chemineau (200 m)
- Bébé corrige son père (163 m)
- Bébé court après sa montre (200 m)
- Bébé est neurasthénique (240 m)
- Bébé est socialiste / Bébé partisan de la sociale (148 m)
- Bébé est sourd (119 m)
- Bébé et la Danseuse (149 m)
- Bébé et sa propriétaire (147 m)
- Bébé et son âne (98 m)
- Bébé fait chanter sa bonne (155 m)
- Bébé fait son problème (150 m)
- Bébé sur la Canebière/Bébé fait visiter Marseille  (145 m)
- Bébé flirte (177 m)
- Bébé fume (108 m)
- Bébé Hercule (128 m)
- Bébé hypnotiseur (150 m)
- Bébé la terreur (144 m)
- Bébé marchand des quatre saisons (217 m)
- Bébé marie son oncle (249 m)
- Bébé millionnaire (170 m)
- Bébé moraliste (97 m)
- Bébé nègre (130 m)
- Bébé philanthrope (150 m)
- Bébé pratique le jiu-jitsu (124 m)
- Bébé prestidigitateur (90 m)
- Bébé protège sa sœur (149 m)
- Bébé roi / Bébé fils d'empereur (160 m)
- Bébé tire à la cible (184 m)
- Bébé veut imiter Saint-Martin (133 m)
- L'Étendard de Léonce Perret
- Le Bracelet de la marquise (283 m)
- Les Capuchons noirs (395 m)
- Le Chef-lieu de canton (548 m) "La Mairesse"
- Le Contrebandier (275 m) de Georges-André Lacroix
- Le Crime inutile (307 m)
- Dans la vie (194 m) de Louis Feuillade et Léonce Perret
- La Dernière conquête de Don Juan (206 m) de Jean Durand
- Le Destin des mères (115 m) "Mme Herbelin"
- Les Doigts qui voient (300 m)
- En grève
- Le Fils de la reine aveugle
- Le Fils de la Salamite (250 m)
- Le Fils de Locuste (300 m)
- La Fin de Paganini (361 m) d'Étienne Arnaud
- Flore et Zéphir (87 m)
- Bébé fait une fugue/La Fugue de Bébé (295 m)
- Héliogabale / (L'Orgie romaine)
- L'Héritage du demi-solde
- La Lettre aux cachets rouges (250 m)
- La Lettre égarée (220 m)
- Le Lys brisé de Léonce Perret (224 m)
- Maître chanteur
- La Maison de la peur / La maison hantée (293 m)
- Le Mariage de l'aînée / Un mariage bourgeois (370 m)
- Marie Stuart et Rizzio (272 m)
- Le Noël de Bébé (250 m)
- L'Orgie romaine (194 m)
- Les parents de l'enfant prodigue (120 m)
- Les Petites apprenties  (300 m)
- Le Poison (357 m)
- Quand les feuilles tombent (281 m) "La mère"
- Le Roi Lear au village
- La Souris blanche (313 m) "La gérante du cabaret"
- Sous le joug (290 m)
- La Suspicion (199 m)
- Tante Aurore (242 m)
- Tant que vous serez heureux (440 m) "Mme Leroy"
- La Tare (913 m) "Anna Moulin"
- Le Trafiquant (345 m)
- Le Trust ou les Batailles de l'argent (600 m) "Juliette Michaud"
- Le Tyran de Syracuse
- La Vierge d'Argos (300 m)
- Les Vipères (360 m)
- Les Yeux clos (189 m)

### Année1912
(Tous les films sont de Louis Feuillade, sauf avis contraire)
- (dans la série des "Bébé" Renée Carl joue la mère de Bébé : Mme Labèbe)

- L'Anneau fatal (907 m) - Film en 3 parties : "1798", "1830", "1912"
- L'Accident (495 m) : 'Renée d'Anglade"
- Androclès (296 m)
- Au pays des lions (500 m) : "La Morena"
- L'Aventurière ou les Cigarettes narcotiques (305 m)
- Bébé adopte un petit frère (265 m)
- Bébé artiste capillaire (171 m)
- Bébé au Maroc (421 m)
- Bébé, Bout de Zan et le voleur (225 m)
- Bébé chez le pharmacien (186 m)
- Bébé colle les timbres (137 m)
- Bébé devient féministe (141 m)
- Bébé est au silence (87 m)
- Bébé est myope (178 m)
- Bébé est perplexe (128 m)
- Bébé est somnambule (216 m)
- Bébé est un ange gardien (140 m)
- Bébé et la Carpe reconnaissante (131 m)
- Bébé et la Gouvernante / Bébé et sa gouvernante anglaise (123 m)
- Bébé et la Lettre anonyme (210 m)
- Bébé et la levrette (127 m)
- Bébé et le financier (192 m)
- Bébé et le Satyre (210 m)
- Bébé et le vieux marcheur (179 m)
- Bébé et ses grands-parents (92 m)
- Bébé fait du spiritisme (153 m)
- Bébé jardinier (123 m)
- Bébé juge (78 m)
- Bébé marie sa bonne (115 m)
- Bébé n'aime pas sa concierge (182 m)
- Bébé pacificateur (148 m)
- Bébé persécute sa bonne (163 m)
- Bébé roi des policiers
- Bébé se noie (158 m)
- Bébé s'habille tout seul (163 m)
- Bébé soigne son père (184 m)
- Bébé trouve un portefeuille (302 m)
- Bébé veut payer ses dettes (175 m)
- Bébé victime d'une erreur judiciaire
- Bébé voyage (219 m)
- Bout de Zan revient du cirque (85 m) : "La mère de Bout de Zan"
- Les Braves Gens (770 m) : "Mme Servières"
- La Cassette de l'émigrée / Le Trésor de l'émigrée (572 m) : "Marie-Jeanne"
- C'est Bébé qui boit le muscat (220 m)
- Le Château de la peur (368 m)
- Le Château du silence de Georges-André Lacroix (297 m)
- Les Chefs d'œuvre de Bébé (99 m)
- Les Cloches de Pâques (451 m) : "Teresina Riccardi"
- Le Cœur et l'argent (382 m) : "Mme Mauguiet"
- La Course aux millions (905 m) : "Anna Riquier"
- Dans la brousse (402 m) : "Mme Villaret"
- La Flétrissure (641 m) de Georges-André Lacroix
- La Hantise (600 m) : "Mme Trévoux"
- L'Homme de proie (565 m) : "Mme Aubriot"
- La Maison des lions (272 m)
- Le Maléfice (433 m)
- Le Mariage de Suzie de Léonce Perret - (339 m)
- Le Mort vivant (935 m) : "Maman Barsac"
- Le Nain (421 m) : "Mme Dancourt"
- Napoléon, Bébé et les Cosaques (330 m)
- Le Noël de Francesca (285 m) : "La mère Térésina"
- L'Oubliette (449 m)
- Le Petit Poucet (618) : "La mère"
- Plus fort que la haine de Léonce Perret
- Le Pont sur l'abîme (944 m)
- La Préméditation (423 m) : "Jeanne Mercœur"
- La Prison sur le gouffre (568 m) - Film en 6 tableaux : "3 brumaire an V", "Intimité", "La vengeance", "Sur l'abîme", "L'autre vengeance", "Le pardon". "Mme Bertin, mère"
- Le Proscrit (1 146 m) : "La reine de Messénie"
- Le Puits 313 (820 m) de Georges-André Lacroix
- Quand l'amour s'en va (305 m) de Georges-André Lacroix
- La Rançon du bonheur de Léonce Perret
- La Substitution de Georges-André Lacroix
- Le Témoin (232 m)
- Tyrtée (308 m)
- La Vertu de Lucette (324 m) : "Mme Charles"
- La Vie ou la mort (510 m) : "Mme Robert"
- La Voie des cloches de Georges-André Lacroix
- Les Yeux ouverts (314 m) : "La mère de Sancia"
- Les Yeux qui meurent (305 m)

### Année1913
(tous les films sont de Louis Feuillade, sauf avis contraire)
(dans la série des "Bébé" Renée Carl, joue la mère de Bébé : Mme Labèbe)
- L'Agonie de Byzance (868 m) - Film en 3 parties : "Sur les remparts", "La première nuit de Byzance", "L'agonie d'un peuple" - "L'impératrice"
- Les Ananas / La Culture des ananas - Documentaire où l'actrice apparait à la fin du film avec Bébé, vantant le mérite des ananas.
- Au gré des flots (490 m) - "La mère"
- Le Baiser rouge (607 m) de Georges-André Lacroix - Film en un prologue et 2 parties : "Chacun pour sa patrie", "Le sacrifice au mourant".
- Bébé en vacances / Bébé s'en va (185 m)
- Bébé se venge
- Bout de Zan chanteur ambulant (257 m)
- Bout de Zan et le Chemineau  (117 m) - "La mère"
- Bout de Zan et le Chien policier (274 m)
- Bout de Zan fait une enquête (168 m) - "Elle-même"
- Bout de Zan vole un éléphant (220 m)
- Le Browning (425 m) - "Mme Marchal, la voisine"
- Le Cœur qui meurt de Georges-André Lacroix
- Les Diamants du Sénéchal (487 m) - "La comtesse de Fonfrède"
- Le Drapeau (anonyme)
- L'Éducation de Bout de Zan (112 m) : "La mère de Bout de Zan"
- L'Empreinte fatale (629 m) de Georges-André Lacroix
- En détresse (film, 1913) de Georges-André Lacroix
- L'Enfant sur les flots (714 m) de Georges-André Lacroix - Film en un prologue et 2 parties : "La séquestrée", "Une toute petite Hollandaise"
- Fantômas (1 115 m) - Film en 3 parties : "Le vol du Royal Palace Hôtel", "La disparition de lord Beltham", "Autour de l'échafaud". - "Lady Beltham"
- La Gardienne du feu (1 238 m) - Fil en 3 parties : "La Salomé de Régis Méral", "La sonate à l'aimée", "Le calvaire"
- Le Guet-apens (945 m): "La comtesse de Croize"
- L'homme qui vola  (738 m) de Georges-André Lacroix
- L'Intègre (681 m) de René Le Somptier
- L'Intruse (815 m) : "La Breschard"
- Fantômas II / Juve contre Fantômas  (1 227 m) - Film en 4 parties : "La catastrophe du Simplon Express", "Au crocodile", "La villa hantée", "L'homme noir" - "Lady Beltham"
- La Marche des rois (1 074 m) (La Fermière)
- Fantomas III / Le mort qui tue (1 945 m) - Film en 6 parties -
- S'affranchir (1 074 m) - Film en 3 parties : "La conquête du bonheur", "Sous le ciel d'Italie", "En garnison" - "Rosa Alba"
- Le Secret du forçat (1 145 m) - "Mme Vicart"
- La Petite Danseuse (892 m) - "La mère de la petite danseuse"
- La Première Idylle de Bout de Zan (305 m)
- La Rencontre (431 m) - "Mme de Marsy"
- Le Revenant (700 m) - "Mme Danglade-Renaud"
- La Robe blanche (895 m) - "Mme Bonjean"
- La Tirelire de Bout de Zan (227 m)
- Le Treizième Convive (381 m) de Georges-André Lacroix
- Une aventure de Bout de Zan (215 m)
- Un drame au Pays basque (917 m) - "L'institutrice"
- Un scandale au village de Maurice Mariaud
- La Voix d'or (1 239 m) de Georges-André Lacroix

### Période 1914 - 1936
- 1914
  - L'Associée (1 140 m) de Georges-André Lacroix
  - La Chanson de la mer de Georges-André Lacroix
  - L'Enfant de la roulotte (1 084 m) de Louis Feuillade - Film en 5 actes : "Madame d'Hauterive", "La petite intruse", "Une infernale machination", "La randonnée de l'auto grise", "Châtiment et récompense". - : "La cartomancienne"
  - Fantômas IV / Fantômas contre Fantômas (1 274 m) de Louis Feuillade - Film en 4 parties : "Fantômas et l'opinion publique", "Le mur qui saigne", "Fantômas contre Fantômas", "Règlement de comptes". - : "La grande duchesse"
  - Fantômas V / Le faux magistrat (1 881 m) de Louis Feuillade - Film en un prologue et 4 parties : "Au château des loges", "Le prisonnier de Louvain", "Mr. Charles Pradier, juge d'instruction", "Le magistrat cambrioleur", "L'évadé de Louvain". - : "Lady Beltham"
  - L'Oiseau blessé (975 m) de Georges-André Lacroix
  - La Petite Andalouse (1 374 m) de Louis Feuillade
  - Severo Torelli (1.208m) de Louis Feuillade : "Dona Pia"
  - Le Calvaire (859 m) de Louis Feuillade - : "Mme de Moranges"
  - Le Coffret de Tolède (604 m) de Louis Feuillade
  - Les Fiancées de 1914 (714 m) de Louis Feuillade
  - Les Fiancés de Séville (486 m) de Louis Feuillade
  - La Gitanella (820 m) de Louis Feuillade
  - Les lettres (520 m) de Louis Feuillade : "Marthe Sorbier"
  - Manon de Montmartre (685 m) de Louis Feuillade - Film en 3 actes : "La rencontre", "Manon mariée", "La trahison". - : "Mme Bernard"
  - La Neuvaine (650 m) de Louis Feuillade
  - Les Pâques rouges (840 m) de Louis Feuillade : "La signora Rosario"
  - L'Intègre (681 m) de René Le Somptier
- 1915
  - Aimer, pleurer, mourir (879 m) de Léonce Perret
  - L'Angoisse au foyer (600 m) de Louis Feuillade
  - Quand même (855 m) de Henri Pouctal (également la productrice)
  - Les Vampires (1 300 m) de Louis Feuillade - : "L'andalouse" dans l'épisode : "Les yeux qui fascinent"
- 1916
  - C'est pour les orphelins de Louis Feuillade
  - Le Dernier Rêve (1.100m) de Henri Desfontaines
  - Quand l'amour meurt (1.500m) de Raoul d'Auchy
  - L'Épreuve (850m) de Louis Feuillade
- 1917 : Ses premiers cheveux blancs (1.000m) (anonyme)
- 1920
  - Nine ou la jeune fille au masque (1000m) de Robert Péguy : "Liane de Varanges"
  - La Vengeance de Malet(1.800m)  de Marc Gérard
- 1921
  - L'Aviateur masqué (5.170m) de Robert Péguy - Film en 8 épisodes : "L'enjeu", "Dans les airs", "Les ailes brisées", "La revanche de Hoffer", "Faute de jeunesse", "La journée des dupes", "Le réveil d'une intelligence", "Les ailes de l'amour". - "Mme Dubreuil, mère"
  - Rose de Nice (1.830m) de Maurice Challiot et Alexandre Ryder - "La Noucette"
  - Un cri dans l'abîme (1.200m) de Renée Carl : "Mme Fabris, la mère de Myriam"
- 1923
  - La Garçonne (2.400m) d'Armand du Plessy - "Mme Ambrat"
  - Résurrection de Marcel L'Herbier - Film resté inachevé -
- 1925 : Les Misérables d'Henri Fescourt - Film en 4 époques : "Prologue, Fantine", "Cosette", "Marius", "L'épopée rue Saint-Denis". - "La Thénardier"
- 1926 : Les Larmes de Colette de René Barberis : "Mme Lapierre"
- 1936 : Pépé le Moko de Julien Duvivier - "La mère Tarte"